# 黃顯詠
黃顯詠（1993年12月12日—），臺灣跆拳道選手。出生於台中市。廣州亞運跆拳道比賽女子46公斤級金牌得主。

## 家族
黃顯詠母親是屏東縣春日鄉排灣族，她具有一半臺灣原住民血統。

## 生平
黃顯詠從小就開始練習跆拳道，廣州亞運會在女子46公斤級決賽中，以6比3擊敗約旦選手勇奪金牌。

## 賽事成績
- 2010年亞洲運動會46公斤級金牌[2]。

- 國內比賽：

96年全國青少年跆拳道錦標賽-第2名

97年全國中等學校運動會-第1名

97年全國青少年跆拳道錦標賽-第1名

97年全國總統盃跆拳道錦標賽-第2名

2010年亞運培訓隊選拔賽-第2名

2009年第五屆亞洲青少年跆拳道錦標賽中華代表隊選拔賽-第2名

2009年世界跆拳道錦標賽中華代表隊選拔賽暨2010年廣州亞會第一階段第三期培訓隊選拔賽-第1名

98年全國青少年跆拳道錦標賽-第1 名

98年全國運動會-第4名

2010年第一屆新加坡青年奧運會世界區資格賽(決選)-第1名

2010年亞運會第二階段培訓隊選拔賽 (初選)暨第十九屆亞洲跆拳道錦標賽中華代表隊選拔賽-第4名

99年全國中等學校運動會-第1名

2010年亞運跆拳道中華代表隊選拔賽- 第1名

101年第一屆全國跆拳道協會盃暨2012年第二十屆亞洲跆拳道錦標賽 中華代表隊選拔賽 第2名

102年全國運動會 第2名

2014年世界大學錦標賽選拔賽 第3名

103年中華跆拳道總統盃 -49公斤級 第3名

- 國外比賽：

2007年韓國公開賽-銅牌

2008年韓國公開賽-金牌

2009年韓國公開賽-金牌

2010年韓國公開賽-金牌

2010年美國公開賽-金牌

2010年廣州亞運跆拳道比賽-金牌

2014年泰國公開賽八強

## 外部連結
- 台灣之光 黃顯詠粉絲團